# Horní Bukovina
Obec Horní Bukovina se nachází v okrese Mladá Boleslav, kraj Středočeský. Rozkládá se asi šestnáct kilometrů severně od Mladé Boleslavi a pět kilometrů severozápadně od města Mnichovo Hradiště. Žije zde 261 obyvatel.

## Historie
Vznik obce se nedá přesně určit. První písemná zmínka o Bukovině je z 10. března 1399, kdy bylo v klášterních knihách uvedeno, že Petr Matějův z Bukoviny dosáhl nižšího svěcení. Horní Bukovina se jako osada Podbukovina připomíná prvně v roce 1556 (v lidovém podání se název udržel dodnes), jisté však je, že již dříve při Zábrdce bylo několik stavení. Po vypálení kláštera v roce 1420 nebyl tento již obnoven a ves Bukovina přecházela spolu s jinými osadami z majitele na majitele, které lze rovněž dnes těžko zjistit.
Původní název Bukovina a Podbukovina dokazují staré gruntovní knihy z roku 1561. Dne 4. května roku 1556 koupil Bukovinu i Podbukovina Jiří z Labouně. Jeho potomci majetek prodali 2. února roku 1612 Václavu Budovcovi z Budova. Po jeho popravě na Staroměstském náměstí v Praze byl jeho majetek konfiskován a roku 1622 jej koupil Albrecht z Valdštejna. Přejmenování bukovinského dvora na "Kristiánov" vzniklo na počest Kristiána Valdštejna, který dal sešlé panské budovy v roce 1834 nově přestavět. Toto pojmenování bylo užíváno jen správou panství, mezi lidem se neujalo a po roce 1915 upadlo v zapomnění. V majetku Valdštejnů zůstalo celé hradištské panství s oběma Bukovinami až do zrušení roboty v roce 1848, některé majetky vlastnili Valdštejnové až do roku 1945. Dnešní oficiální název Horní a Dolní Bukovina vznikl konce 18. století překladem z německého názvu Ober Bukovin a Unter Bukovin.
V roce 1850 byla vytvořena politická obec Bukovina, která sdružovala Bílou Hlínu, Habr, Klášter a Horní a Dolní Bukovinu. Toto seskupení obcí bylo však rozděleno v roce 1920, kdy vznikly samostatné obce Bílá Hlína, Klášter Hradiště a Horní Bukovina s osadou Dolní Bukovina. V roce 1960 došlo ke sloučení Bílé Hlíny s Horní Bukovinou a tak MNV v Horní Bukovině spravoval Bílou Hlínu, Horní a Dolní Bukovinu s chatovou osadou. V roce 1990 se Bílá Hlína opět osamostatnila s vlastním obecním úřadem.
Od roku 1757 až do poloviny 19. století se připomíná v Bukovině škola, která však působila pouze přechodně, zejména v zimním období pro neschůdnost cesty do Kláštera. Podbukovinský mlýn byl vystavěn v roce 1763, i když mlýn v Bukovině se připomíná již v 16. století.
V roce 1866 probíhala v blízkém okolí obce prusko-rakouská válka, o čemž svědčí mnoho pomníků a společných hrobů v katastru obce. Po této válce se zde rozšířila epidemie cholery, která si vyžádala stovky obětí. Jenom v Bukovině jí podlehlo během měsíce 20 místních občanů. Neblahé důsledky pro zdejší obec měla i první světová válka, v které zahynulo 14 bukovinských mužů. Nelehký život připravila místním občanům i 2. světová válka, kdy některé jejich polnosti byly na tehdejším katastru Sudet a blízké obce Rokytá a Krupá byly na tzv. německé straně.
V roce 1936 v červenci na velké lidové slavnosti bylo otevřeno místní koupaliště, které si obec postavila z vlastních peněz, za velkého nadšení i finanční pomoci místních občanů. V současné době je pokládáno bukovinské koupaliště za jedno z nejhezčích v okolí, protože leží v klidné lesnaté krajině údolí potoka Zábrdky na pokraji Českého ráje.

### Územněsprávní začlenění
Dějiny územněsprávního začleňování zahrnují období od roku 1850 do současnosti. V chronologickém přehledu je uvedena územně administrativní příslušnost obce v roce, kdy ke změně došlo:
- 1850 země česká, kraj Jičín, politický okres Mladá Boleslav, soudní okres Mnichovo Hradiště[4]
- 1855 země česká, kraj Mladá Boleslav, soudní okres Mnichovo Hradiště[4]
- 1868 země česká, politický i soudní okres Mnichovo Hradiště[4]
- 1939 země česká, Oberlandrat Jičín, politický i soudní okres Mnichovo Hradiště[5]
- 1942 země česká, Oberlandrat Praha, politický okres Mladá Boleslav, soudní okres Mnichovo Hradiště[6]
- 1945 země česká, správní i soudní okres Mnichovo Hradiště[7]
- 1949 Liberecký kraj, okres Mnichovo Hradiště[8]
- 1960 Středočeský kraj, okres Mladá Boleslav[9]

### Rok 1932
Ve vsi Horní Bukovina s 448 obyvateli v roce 1932 byly evidovány tyto živnosti a obchody: 2 hostince, 3 kováři, 2 mlýny, pokrývač, 4 rolníci, 2 obchody se smíšeným zbožím, 2 trafiky.

## Pamětihodnosti
- Zemědělský dvůr Kristiánov
- Kaple sv. Václava (1861)

## Části obce
- Horní Bukovina
- Dolní Bukovina

## Doprava
Silniční doprava
Obcí prochází silnice III. třídy. Po hranici katastrálního území vede II/268 Mimoň - Ralsko - Mnichovo Hradiště - Horní Bousov.
Železniční doprava
Železniční trať ani stanice na území obce nejsou. Nnejbliže obci je železniční stanice Mnichovo Hradiště ve vzdálenosti 6 km ležící na trati 070 v úseku z Mladé Boleslavi do Turnova.
Autobusová doprava
V obci zastavovaly v pracovních dnech května 2011 příměstské autobusové linky Mnichovo Hradiště-Jivina-Cetenov,Hrubý Lesnov (3 spoje tam, 2 spoje zpět) a Mnichovo Hradiště-Mukařov,Vicmanov (4 spoje tam i zpět) (dopravce TRANSCENTRUM bus, s.r.o.).